# Liga de Voleibol Superior Masculino 1979
La Liga de Voleibol Superior Masculino 1979 si è svolta nel 1979: al torneo hanno partecipato 14 franchigie portoricane e la vittoria finale è andata per la terza volta consecutiva ai Plataneros de Corozal.

## Regolamento
La competizione vede le quattordici franchigie partecipanti affrontarsi senza un calendario rigido fino ad arrivare a venticinque incontri ciascuna:
- Le prime otto classificate accedono ai play-off scudetto, dove vengono accoppiate col metodo della serpentina, strutturati in quarti di finale e semifinali al meglio delle cinque gare, mentre la finale si gioca al meglio delle sette gare.

## Squadre partecipanti
| - Bucaneros de Arroyo - Caciques de Jayuya - Cafeteros de Yauco - Changos de Naranjito - Cocoteros de Isla Verde - Criollos de Caguas - Gigantes de Adjuntas | - Guayacanes de Guayanilla - Leones de Ponce - Patriotas de Lares - Plataneros de Corozal - Potros de Santa Isabel - Tigres de Ensenada - Vaqueros de Bayamón |

## Campionato

### Regular season

#### Classifica
| Pos. | Squadra                  | Pt | G  | V  | P  | SV | SP | Ratio | PF | PS | Ratio |
| ---- | ------------------------ | -- | -- | -- | -- | -- | -- | ----- | -- | -- | ----- |
| 1    | Plataneros de Corozal    | 48 | 25 | 24 | 1  |    |    |       |    |    |       |
| 2    | Changos de Naranjito     | 44 | 25 | 22 | 3  |    |    |       |    |    |       |
| 3    | Patriotas de Lares       | 42 | 25 | 21 | 4  |    |    |       |    |    |       |
| 4    | Bucaneros de Arroyo      | 34 | 25 | 17 | 8  |    |    |       |    |    |       |
| 5    | Vaqueros de Bayamón      | 32 | 25 | 16 | 9  |    |    |       |    |    |       |
| 6    | Leones de Ponce          | 30 | 25 | 15 | 10 |    |    |       |    |    |       |
| 7    | Caciques de Jayuya       | 28 | 25 | 14 | 11 |    |    |       |    |    |       |
| 8    | Cocoteros de Isla Verde  | 24 | 25 | 12 | 13 |    |    |       |    |    |       |
| 9    | Cafeteros de Yauco       | 18 | 25 | 9  | 16 |    |    |       |    |    |       |
| 10   | Criollos de Caguas       | 18 | 25 | 9  | 16 |    |    |       |    |    |       |
| 11   | Guayacanes de Guayanilla | 12 | 25 | 6  | 19 |    |    |       |    |    |       |
| 12   | Tigres de Ensenada       | 10 | 25 | 5  | 20 |    |    |       |    |    |       |
| 13   | Potros de Santa Isabel   | 4  | 25 | 2  | 23 |    |    |       |    |    |       |
| 14   | Gigantes de Adjuntas     | 2  | 25 | 1  | 4  |    |    |       |    |    |       |

| Ai play-off scudetto |

### Play-off
|  | Quarti di finale | Quarti di finale        | Quarti di finale    |                      |                     | Semifinali            | Semifinali | Semifinali |  |  | Finale | Finale                | Finale |
|  |                  |                         |                     |                      |                     |                       |            |            |  |  |        |                       |        |
|  | 1                | Plataneros de Corozal   | 3                   |                      |                     |                       |            |            |  |  |        |                       |        |
|  | 8                | Cocoteros de Isla Verde | 0                   |                      |                     |                       |            |            |  |  |        |                       |        |
|  | 8                | Cocoteros de Isla Verde | 0                   |                      | 1                   | Plataneros de Corozal | 3          |            |  |  |        |                       |        |
|  |                  |                         |                     |                      | 1                   | Plataneros de Corozal | 3          |            |  |  |        |                       |        |
|  |                  | 5                       | Vaqueros de Bayamón | 0                    |                     |                       |            |            |  |  |        |                       |        |
|  | 4                | 5                       | Vaqueros de Bayamón | 0                    | Bucaneros de Arroyo | 1                     |            |            |  |  |        |                       |        |
|  | 4                |                         |                     |                      | Bucaneros de Arroyo | 1                     |            |            |  |  |        |                       |        |
|  | 5                | Vaqueros de Bayamón     | 3                   |                      |                     |                       |            |            |  |  |        |                       |        |
|  |                  |                         |                     |                      |                     |                       |            |            |  |  | 1      | Plataneros de Corozal | 4      |
|  |                  |                         | 2                   | Changos de Naranjito | 1                   |                       |            |            |  |  |        |                       |        |
|  | 2                | Changos de Naranjito    | 3                   |                      |                     |                       |            |            |  |  |        |                       |        |
|  | 7                | Caciques de Jayuya      | 0                   |                      |                     |                       |            |            |  |  |        |                       |        |
|  | 7                | Caciques de Jayuya      | 0                   |                      | 2                   | Changos de Naranjito  | 3          |            |  |  |        |                       |        |
|  |                  |                         |                     |                      | 2                   | Changos de Naranjito  | 3          |            |  |  |        |                       |        |
|  |                  | 3                       | Patriotas de Lares  | 0                    |                     |                       |            |            |  |  |        |                       |        |
|  | 3                | 3                       | Patriotas de Lares  | 0                    | Patriotas de Lares  | 3                     |            |            |  |  |        |                       |        |
|  | 3                |                         |                     |                      | Patriotas de Lares  | 3                     |            |            |  |  |        |                       |        |
|  | 6                | Leones de Ponce         | 0                   |                      |                     |                       |            |            |  |  |        |                       |        |